# Carl Friedrich Meerwein

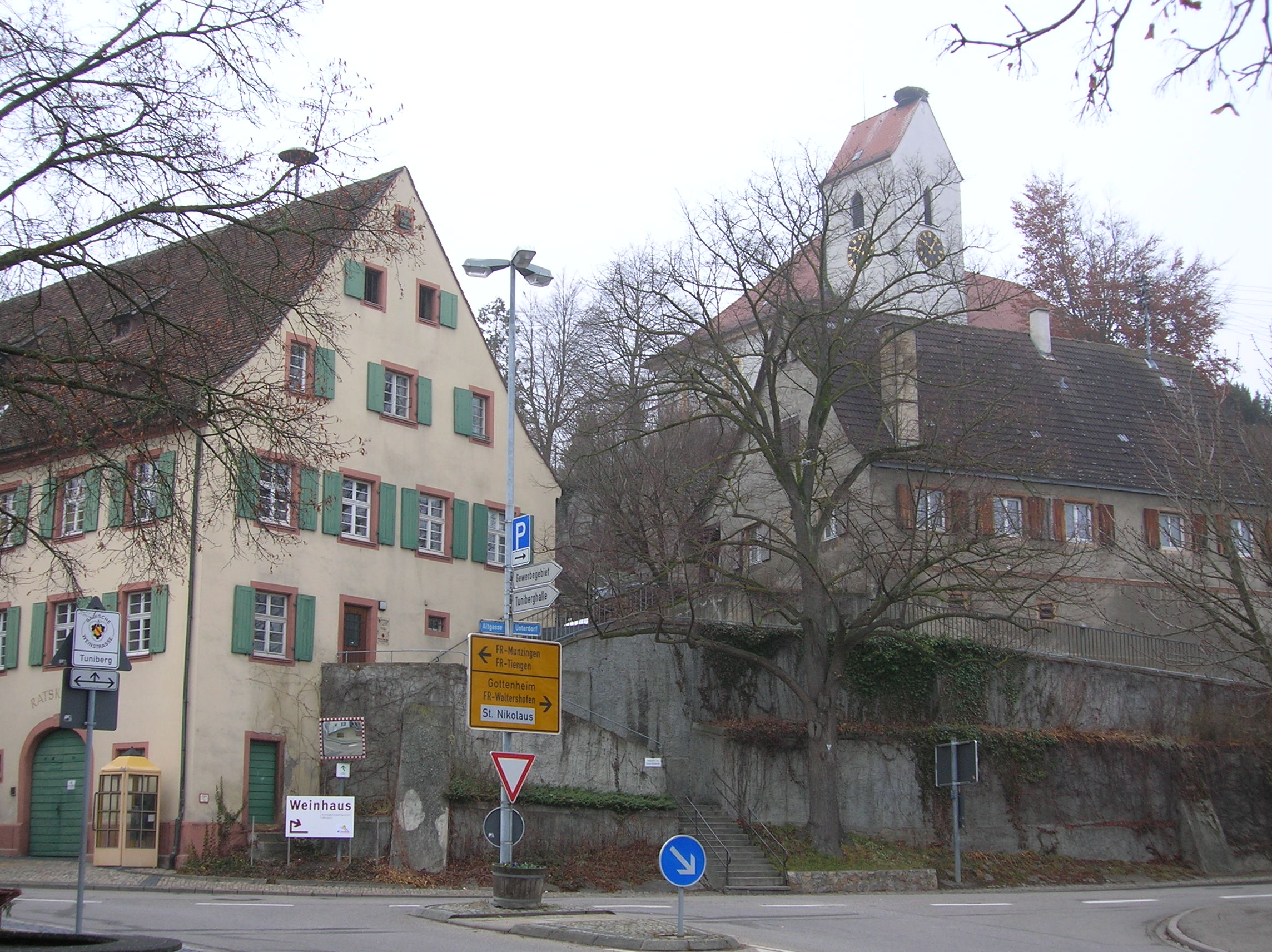
Rathaus und Evangelische Kirche in Freiburg-Opfingen, die beide von C. F. Meerwein geplant wurden

Carl Friedrich Meerwein (* 2. August 1737 in Leiselheim; † 6. Dezember 1810 in Emmendingen) war ein deutscher „Markgräflich badischer Landbaumeister“ und Konstrukteur eines Flugapparats.

## Leben und Wirken
Carl Friedrich Meerwein, Sohn eines Pfarrers, ging nach kurzer Lehre in Karlsruhe an die Universität Straßburg, um dort Mathematik, Physik und Ingenieurwesen zu studieren. Außerdem studierte er in Jena Logik, Landwirtschaft, ökonomische Chemie und Physik. Nach Abschluss in „Civilbaukunst“ in Straßburg wurde er Cammer-Accessist und erhielt 1769 eine Stelle als 'Landbaumeister' beim Markgrafen von Baden. Er war für das gesamte Bauwesen in der 'oberen Markgrafschaft' um Emmendingen bis Lörrach zuständig. Unter vielem anderen wurde nach Meerweins Plänen in Emmendingen 1788–1790 die Neue Landvogtei im Stil des Klassizismus als Verwaltungsgebäude und Wohnung für den Landvogt gebaut. (Für die Vermutung, es sei als Witwensitz für die zweite Gemahlin des Markgrafen Karl-Friedrich, Luise Karoline Geyer zu Geyersberg, spätere Reichsgräfin Hochberg, gebaut worden, gibt es keine Belege.)
Neben seinen beruflichen Pflichten beschäftigte er sich mit der Möglichkeit zu fliegen. In diese Zeit fallen in Europa zahlreiche (gescheiterte) Versuche mit Flugapparaten, etwa die des französischen Pioniers Jean-Pierre Blanchard. Die Heißluftgondeln, mit denen die Gebrüder Montgolfier im Juni 1783 Furore machten, waren für Meerwein „aerostatische Kugeln“, die mehr ein „Schwimmen in der Luft, nach der Art der Fische im Wasser, als ein Fliegen nach der Art der Vögel“ ermöglichten. Sie waren für ihn nicht zukunftsweisend, zumal die Ballone nicht gesteuert werden und auch bei Regen nicht aufsteigen konnten.

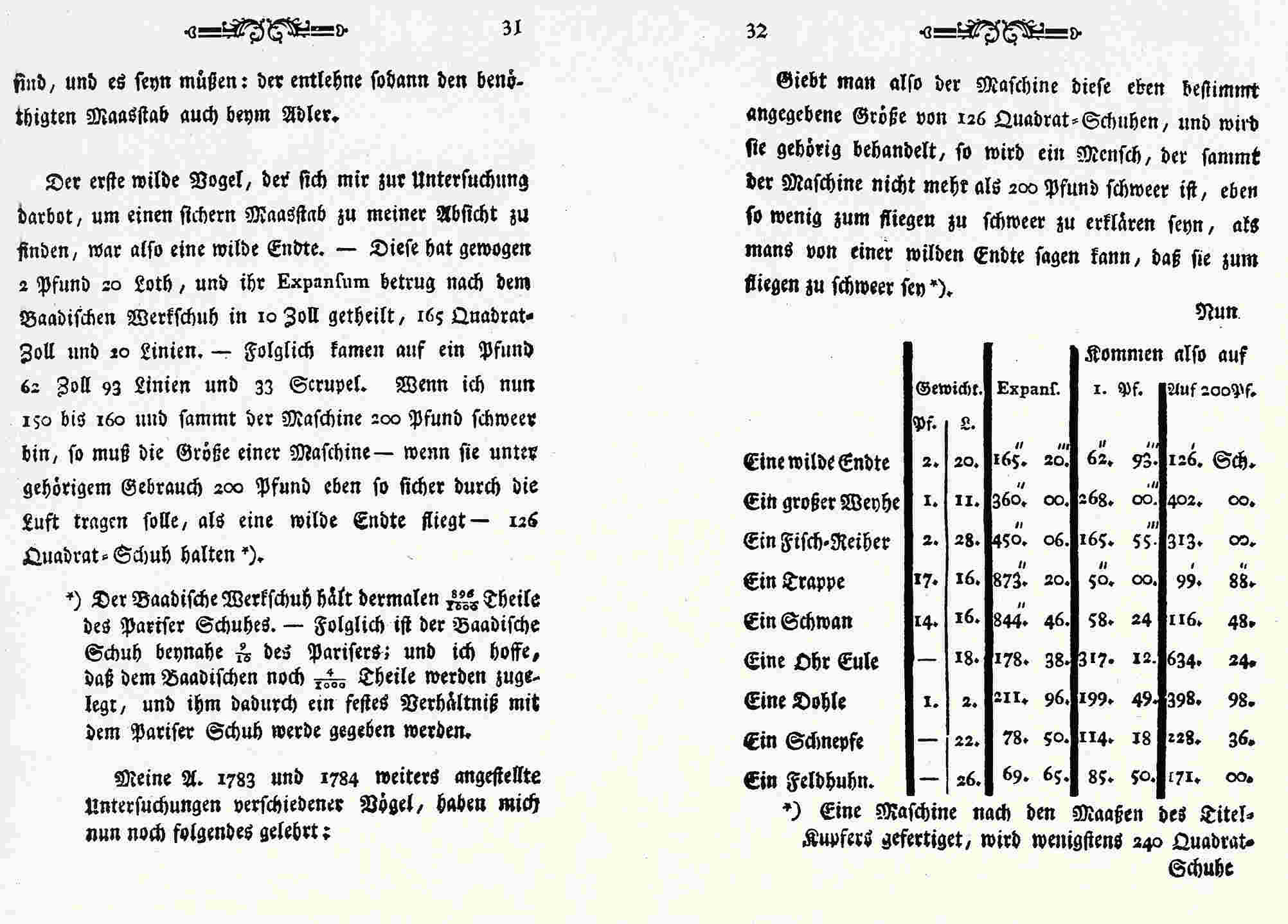
Meerweins Berechnungen

Seiner Studie von 1782, in der Zeitschrift Oberrheinische Mannigfaltigkeiten und 1784 in Basel mit Detailzeichnungen als Buch erschienen, lagen Untersuchungen von Vögeln zugrunde. Meerwein nahm die Größenverhältnisse von Körper und Flügel verschiedener Vogelarten wie Stockente, Weihe, Graureiher, Großtrappe, Höckerschwan, Waldohreule, Dohle, Waldschnepfe und Feldhuhn auf und errechnete so eine Flügelfläche, die nach seiner Ansicht notwendig war, damit ein Mensch fliegen konnte. Auf seine Person bezogen kam er dabei auf eine Flügelfläche von 126 Quadratschuh, was etwa 12 m² entspricht. Der von ihm so berechnete Flugapparat, von ihm Ornithopter getauft, durfte ein maximales Gesamtgewicht von 200 Pfund (ca. 100 kg) aufweisen.

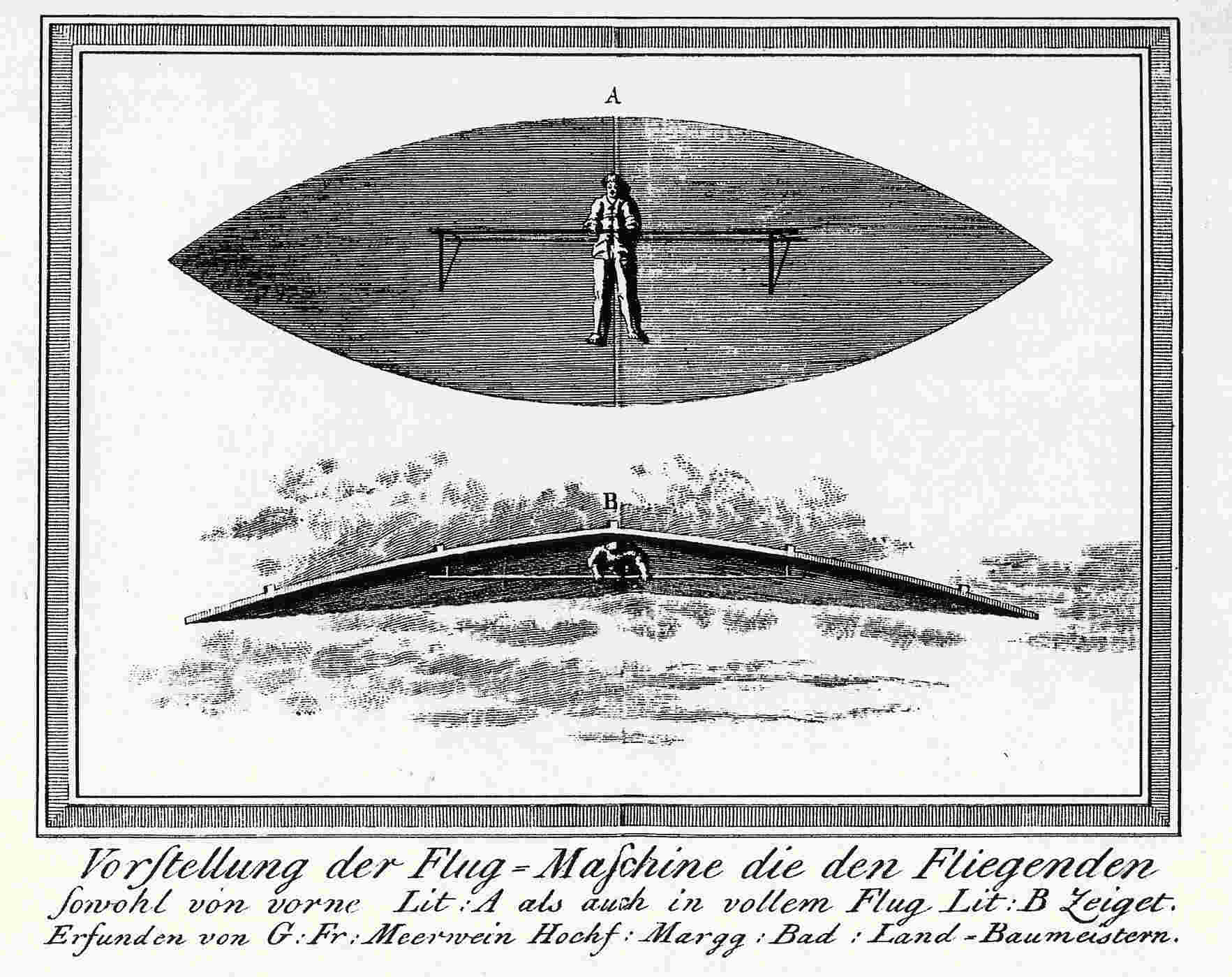
Flugapparat

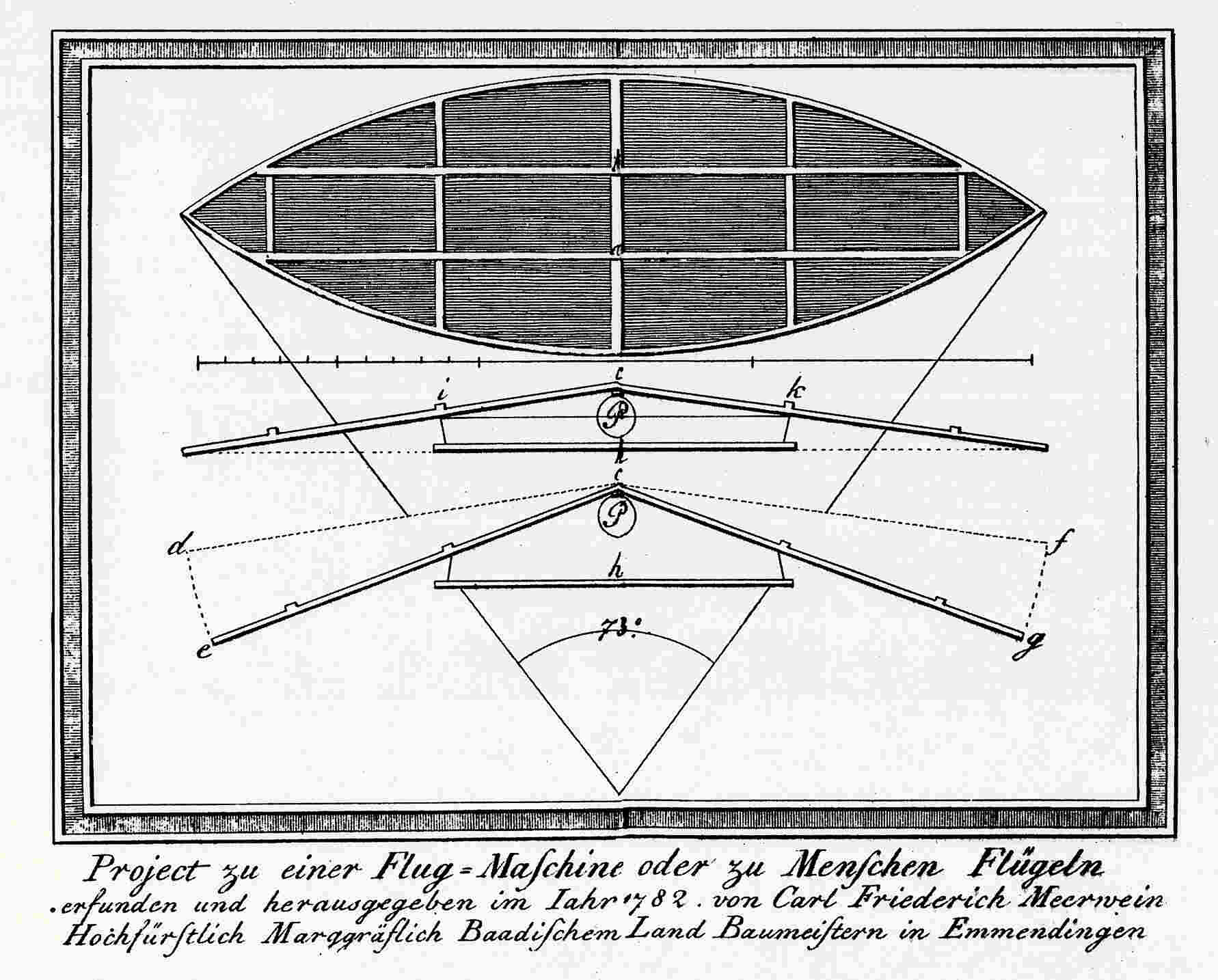
Flugapparat

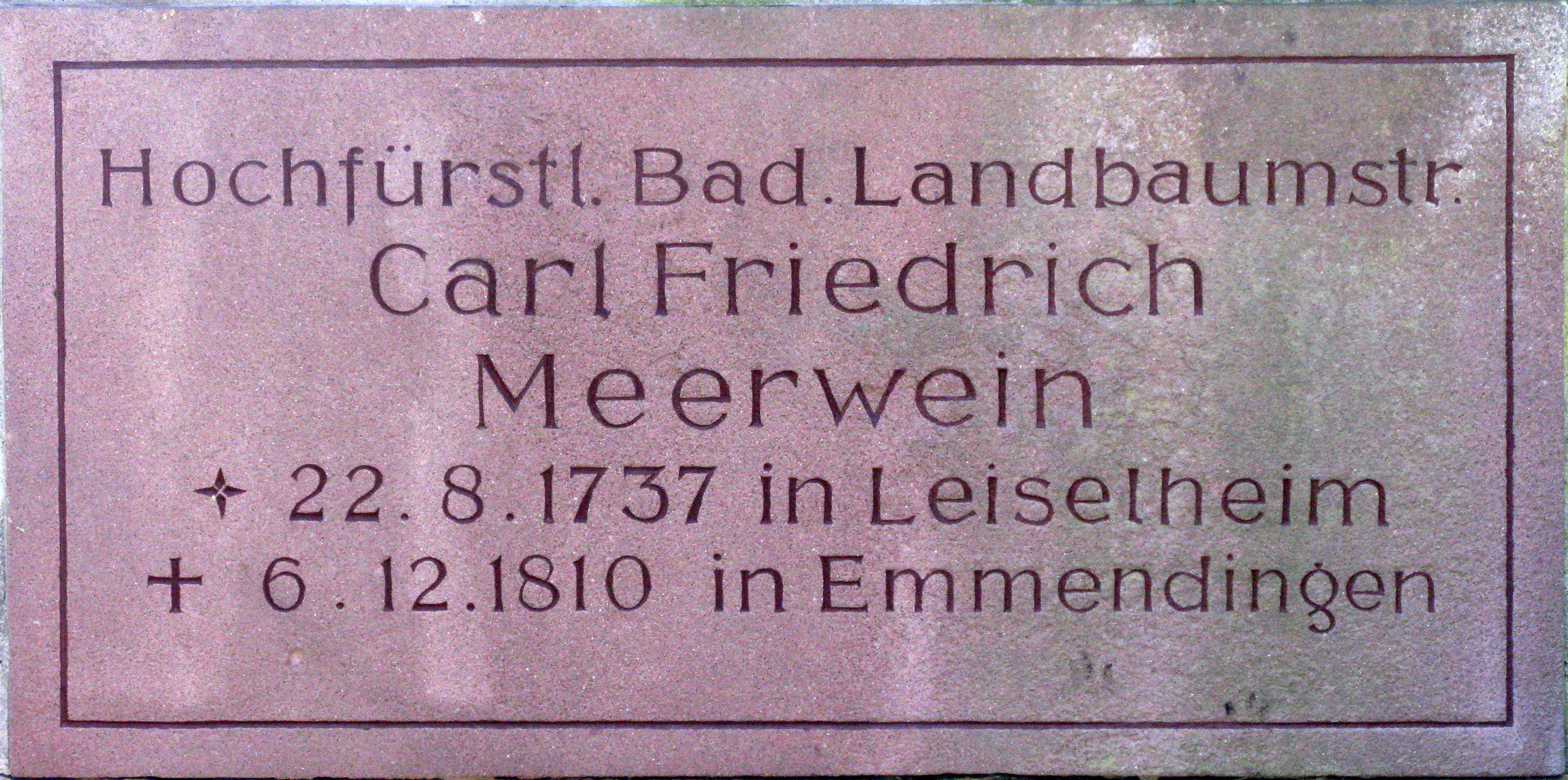
Grabstein von Meerwein auf dem Alten Friedhof von Emmendingen (mit falschem Geburtsdatum)

Der Flieger sollte hierbei in einer speziellen „Hose“ unter dem Schwerpunkt der Flügel befestigt werden. Die Steuerung sollte so erfolgen, dass die Hose verlängert wird und mit den Füßen – wie die Schwanzfedern eines Vogels – gespreizt werden kann. Im Gegensatz zu heutigen Flugdrachen, denen sein Apparat äußerlich ähnelte, waren die Flügel – wie bei den Vögeln – beweglich. Allerdings unterschätzte Meerwein den Kraftaufwand, der notwendig wäre, um die Flügel zu bewegen. Außerdem hatten die Flügel kein Profil, das Auftrieb produzieren könnte.
Laut Encyclopaedia Britannica soll Meerwein 1781 mit einem von ihm konstruierten 'Ornithopter' ein erfolgreicher Flug gelungen sein. Dies wäre der erste Flug mit Muskelkraft in der Geschichte der Menschheit gewesen. Nach anderen Quellen scheiterten angebliche Flugversuche 1784 und 1785. 1784 startete er angeblich mit seinem Flugapparat auf dem Burgberg bei Emmendingen zu einem nahezu 150 m(!) weiten Flug und landete auf dem 'Misthaufen des Engelwirts'. Ein zweiter angeblicher Versuch, den er im Sommer 1785 in Gießen unternommen haben soll, wo sein Schwager Johann August Schlettwein als Dekan der ersten deutschen Universitätsfakultät für Ökonomie vorstand, ist von Joachim Heinrich Campe als erfolglos überliefert.
Schon bei dem Flugversuch von 1781 handelt es sich um eine unerklärliche Legende. Nachdem aus dem 18. und 19. Jahrhundert bisher keine Zeugnisse aufgefunden werden konnten, nach denen ein solcher Flugversuch stattfand, setzte am Beginn des 20. Jahrhunderts die Legendenbildung ein. Am Anfang steht Rosa Hagen, die 1912 schreibt: „Im Jahre 1781 hatte er einen Flugapparat fertiggestellt, mit welchem er einen Flugversuch machte, indem er von der Burg herabflog und im Hofe des jetzigen Gasthauses zum Engel landete.“ Mit der 1925 veröffentlichten Novelle Herrn Meerweins Vogel von Toni Rothmund erlangte die Legende literarische Ehren und wurde seither immer mehr verändert und erweitert. Ebenso gibt es keine direkte Zeugen für den angeblich in Gießen unternommenen Flugversuch. Der Meerwein-Forscher und frühere Emmendinger Oberbürgermeister Ulrich Niemann schreibt dazu: „Meerwein selbst schreibt am 17. Juni 1784, dass er nicht geflogen sei, dass sein gebautes Modell weder seinen errechneten noch den empfohlenen und gezeichneten Maßen entspricht …“.
Aufgrund dieser „Erfahrungen“ riet Meerwein in seiner Schrift von 1784 selbst: „Die sicherste Gegend vor einen Lehrling in dieser neuen Kunst, ohne Lebensgefahr den ersten Versuch zu wagen, wäre ein tiefes Wasser, unmittelbar unter einer etwas beträchtlichen Anhöhe: wie etwann an den sogenannten Rheinsprung in Basel. – Denn wer in ein etwas tiefes Wasser fällt, der bricht weder Hals noch Bein, und gegen das Ertrinken giebt es hinreichende Verwahrungsmittel.“
Offensichtlich traute er seinen eigenen Fluggerät noch nicht ganz und empfahl daher etwas, was der „Schneider von Ulm“ ein paar Jahrzehnte später ausführte – auch er noch erfolglos.
Der Flugapparat, den Meerwein gebaut hatte, soll über 100 Jahre in einem Speicher in Emmendingen gelegen haben. Ohne Beweis wird berichtet, ein Enkel des Flugpioniers habe ihn Ende des 19. Jahrhunderts bei Aufräumarbeiten „entsorgt“.
Eine literarische Erwähnung findet Meerwein in Robur der Eroberer von Jules Verne,: „1781 konstruiert der Architekt des Fürsten von Baden, Meerwein, eine Vogelflugmaschine und stellte sich gegen die Vorstellung, die gerade erfundenen Aerostaten je lenken zu können“. Verne reiht ihn damit in die Pioniere des Fliegens mit Apparaten schwerer als Luft ein, geht aber nicht auf die Frage ein, ob Meerwein tatsächlich geflogen sei.
Nach 1784 arbeitete Meerwein wieder vor allem als sehr produktiver Landbaumeister. Er veröffentlichte u. a. 1802 seine bautechnischen Untersuchungsergebnisse über die Eigenschaften und Wirkungen der Gewölbe. Auch beschäftigte er sich mit wasserbaulichen Themen wie der Berechnung von Staustufen oder der Begradigung von Flüssen.
Meerwein starb 1810 an den Folgen eines Sturzes vom Pferd. Bis heute fehlt eine Zusammenfassung der geplanten und/oder gebauten, noch existierenden oder verschwundenen Gebäude dieses frühklassizistischen Baumeisters.

## Gedenken

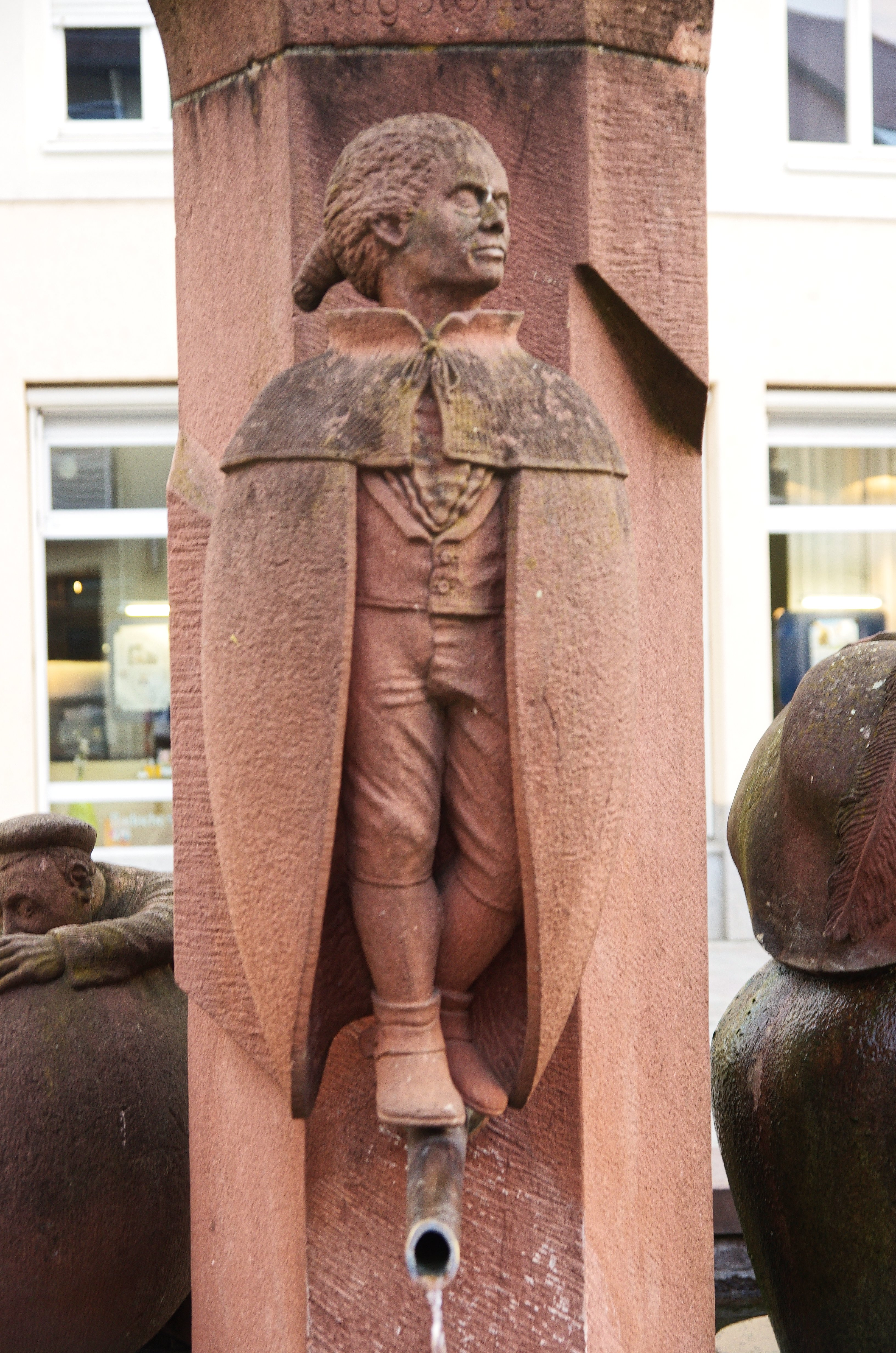
Meerweinbrunnen in Emmendingen

In Emmendingen gibt es die C.F. Meerwein Grundschule und das städtische Meerwein Kinderhaus. Außerdem gibt es dort eine Meerweinstraße. Auf dem Marktplatz der Stadt gibt es einen Meerweinbrunnen. Auch in Gießen gibt es eine Meerweinstraße, im Bereich des Baugebietes „Am alten Flughafen“.

## Trivia
Seit 2010 sind die Stadtbusse in Emmendingen nach bekannten Persönlichkeiten benannt, die in der Stadt geboren wurden bzw. dort vorübergehend lebten und wirkten, unter anderem Cornelia Goethe, Jakob Michael Reinhold Lenz, Johann Georg Schlosser und Carl Friedrich Meerwein. Der Name Meerwein ist seitlich am Bus angebracht; ergänzt um eine biographische Kurzinformation. 
Der Emmendinger Sportflieger-Club benennt sich nach dem Flugpionier.

## Schriften
- Die Kunst zu fliegen nach Art der Vögel. H. L. Brönner und J. J. Thurneysen d. J., Frankfurt am Main/Basel 1784 Google Digitalisat
- Der Mensch! sollte der nicht auch mit Fähigkeiten zum Fliegen gebohren seyn? J. J. Thurneysen, Jünger, Basel 1784 doi:10.3931/e-rara-43022
- Beytrag zur richtigen Beurtheilung der Eigenschaften und der Wirkungen der Gewölbe: wie auch zur adäquaten Benennung der Theile derselben; nebst daher abgeleiteter Anweisung alle Arten von Gewölben und besonders Brückengewölbe.Guilhauman, Frankfurt am

Main 1802 Google Digitalisat